# Plectrophenax
Plectrophenax (snespurveslægten) er en lille slægt af spurvefugle. De to arter i slægten er udbredt henholdsvis i Alaska alene og cirkumpolart i Eurasien og Nordamerika. Fjerdragten er blød og vingerne er spidse og forholdsvis lange. Halen er kløftet. Bagtåen er længere end hos arterne i den nærtstående slægt Calcarius.
Navnet Plectrophenax kommer af græsk og betyder "visende spore", hvilket hentyder til den lange klo på bagtåen.

## Arter
De to arter i slægten Plectrophenax:
- Snespurv, P. nivalis
- Beringssnespurv, P. hyperboreus